# Třešňové výsadby Havránka
Třešňové výsadby Havránka v Troji v Praze se nacházejí v přírodní památce Havránka na menší plošině s výhledem, na cestě od Velké skály do Vltavského údolí.

## Historie
Sad vznikl v místě zvaném Pustá vinice, východně od rozsáhlejších sadů v okolí domků. Dvě vzrostlé třešně, které rostou na hraně plošiny, byly vysazeny pravděpodobně ve 40. letech 20. století. V letech 2013–2014 zde bylo vysazeno 10 vysokokmenných třešní, další tři stromy byly vysazeny přibližně 100 metrů severovýchodně.

## Parametry
- Celková rozloha: 0,15 ha
- Počet stromů: 15
- Odrůdy:
  - třešně
- Ovoce k natrhání: ano[1]